# Euphaedra angusta
Euphaedra angusta är en fjärilsart som beskrevs av Jacques Hecq 1974. Euphaedra angusta ingår i släktet Euphaedra och familjen praktfjärilar. Inga underarter finns listade i Catalogue of Life.